# Harem Scarem (album)
Harem Scarem è il primo ed eponimo album in studio del gruppo musicale canadese Harem Scarem, pubblicato nel 1991.

## Tracce
1. Hard to Love – 4:28 (Christopher Ward, Harry Hess, Pete Lesperance)
2. Distant Memory – 4:29 (Hess, Lesperance, Marc Ribler)
3. With a Little Love – 4:00 (Hess, Lesperance)
4. Honestly – 4:02 (Hess)
5. Love Reaction – 3:53 (Hess, Lesperance, Ray Coburn)
6. Slowly Slipping Away – 3:45 (Hess, Ribler)
7. All Over Again – 3:07 (Hess)
8. Don't Give Your Heart Away – 3:29 (Hess, Lesperance)
9. How Long – 5:03 (Hess, Lesperance, Dean McTaggart)
10. Something to Say – 4:42 (Hess, Lesperance)

## Formazione
Gruppo
- Harry Hess – voce, chitarra
- Pete Lesperance – chitarra, cori
- Mike Gionet – basso, cori
- Darren Smith – batteria, cori

Collaborazioni
- Ray Coburn – tastiera
- Terry Hatty, Carl Dixon, Marc Ribler, Paul MacAusland – cori